# 라그만
라그만(키르기스어: лагман, 카자흐어: лағман 라흐만, 우즈베크어: lagʻmon 라그몬, 위구르어: لەغمەن 래그맨)은 중앙아시아의 국수 요리이다. 쫄깃쫄깃한 밀국수와 양고기 또는 쇠고기가 들어간다.

## 사진 갤러리

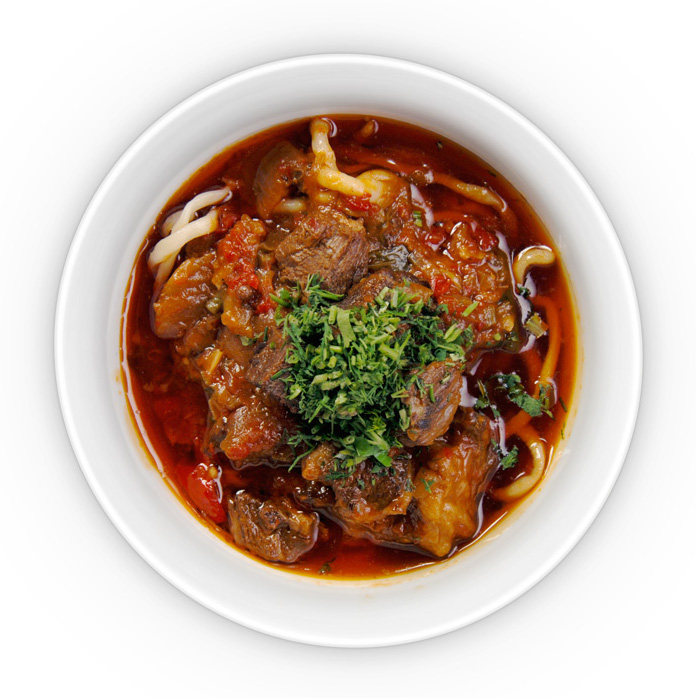
우즈베키스탄의 라그만
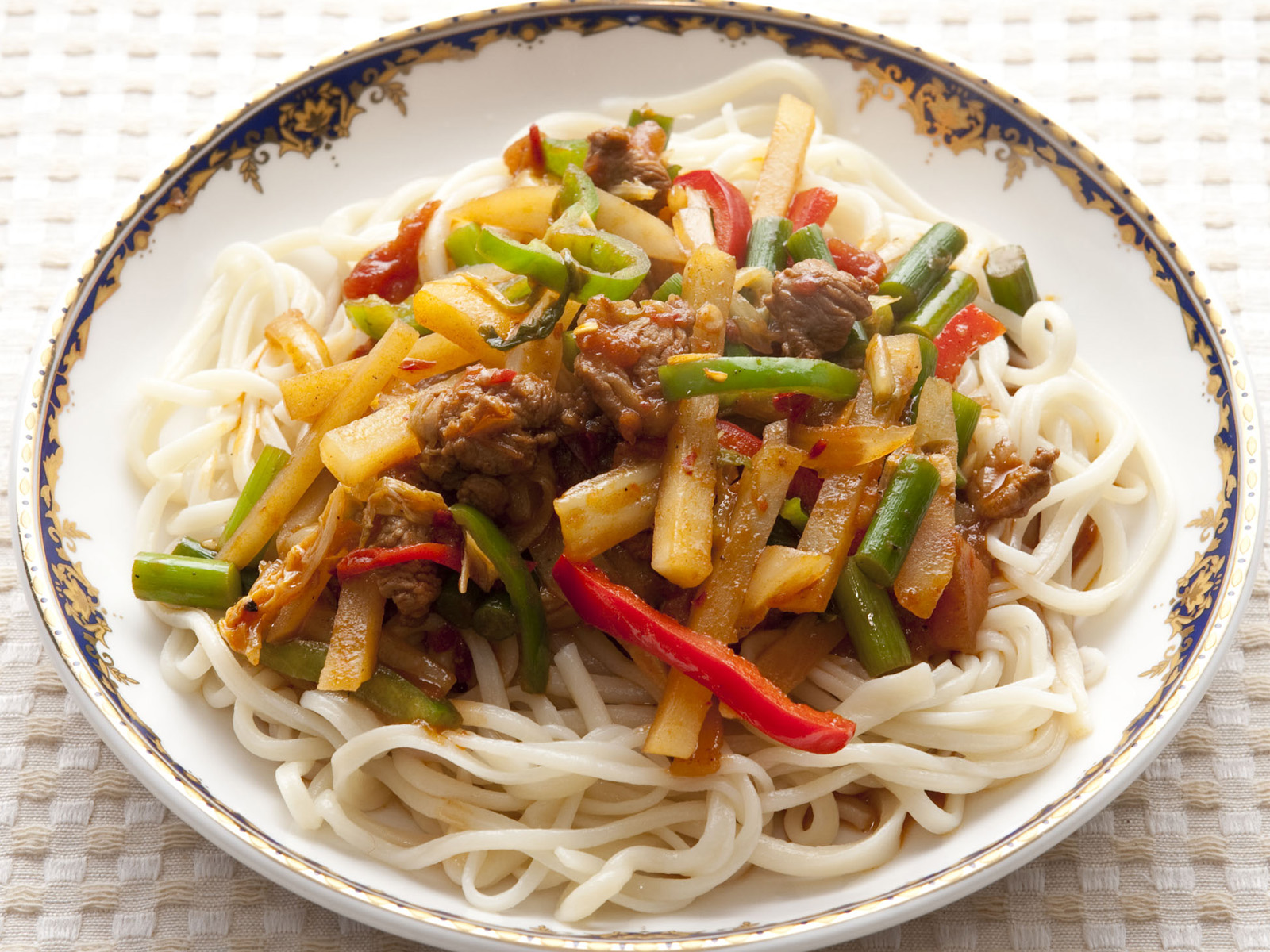
위구르식 라그만

## 같이 보기
- 라멘
- 라면
- 라몐